# Fdisk
fdisk (venant de l'anglais Fixed DISK) est un outil de manipulation de partitions d'un disque dur sous Linux, MS-DOS et MacOS.
Bien que le nom de cet outil soit identique sur ces trois systèmes d'exploitation, il ne s'agit pas du même programme. Sous MS-DOS, l'utilitaire est présenté sous forme de menus ; sous Linux, sous forme d'un outil en ligne de commande ; sous MacOSX, il faut ouvrir une fenêtre Terminal pour l'utiliser de manière interactive.
Pour les disques dont les partitions sont dédiées à des systèmes d'exploitation différents, fdisk permet dans ce cas de spécifier / modifier la partition qui sera active au prochain démarrage (partition de boot).

## MS-DOS
Sous MS-DOS, fdisk se présente sous la forme d'une succession de menus sélectionnables grâce au pavé numérique. Le menu principal propose les actions suivantes : 
1. Créer une partition dos ou un lecteur logique MS-DOS.
2. Activer une partition.
3. Supprimer une partition ou un lecteur logique MS-DOS.
4. Afficher les informations de partition.

Le fdisk fourni avec dos jusqu'à MS-DOS 6.22 inclus ne permet de formater qu'en FAT16 alors que le fdisk de DOS 7.1  prend en charge le FAT32, ce qui permet de dépasser la limite de la taille des partitions à 2 Go lié à FAT16.
Pour des versions de Windows récentes (c'est-à-dire depuis Windows 2000), l'outil diskpart remplace fdisk.

## Linux
L'utilitaire fdisk de Linux permet de créer des partitions sur un disque dur au même titre que son homologue sous DOS.
Le partitionnement avec fdisk peut entraîner la perte de toutes les données présentes sur le disque sur lequel on effectue les opérations.
Fdisk prend comme argument le chemin du fichier spécial associé au disque. À défaut, il utilisera le premier disque trouvé.
```
fdisk /dev/sda
```

Cet utilitaire était un programme indépendant GNU fdisk (jusqu'à sa version 2.0 de décembre 2011) mais a été depuis intégré dans la suite GNU util-linux.
L'équivalent graphique de cet outil est assuré par d'autres outils :
- GParted (sous GNOME)
- KDE Partition Manager (sous KDE)
- cfdisk via ncurses

### Nommage des disques durs
Sous Linux, le nom des périphériques de stockage peut varier selon qu'il s'agit de disques SCSI ou IDE.
Pour des disques IDE sur d'anciennes versions de distribution Linux, le premier sera nommé hda, le second hdb…
Pour la majorité des disques (SCSI, USB, IDE ou autres) des distributions Linux récentes, le premier s'appellera sda, le second sdb…

### Commandes de fdisk
Sous Linux, les commandes de fdisk sont appelées par des touches, voici la liste des plus importantes :
- d : destruction d'une partition
- l : liste des types de partitions
- m : impression du menu en cours
- n : création d'une nouvelle partition
- p : affichage des partitions
- q : sortie de fdisk sans sauvegarde des paramètres
- t : modification du type de partition

Il y a 255 types de partitions possibles : les plus fréquents étant Gestion par volumes logiques (qui peut héberger 1 ou plusieurs systèmes de fichiers) et "linux" (pour héberger un unique système de fichier, de type  XFS, ext4, reiserfs, ...etc.) ; d'autres types de partitions plus rares sont possibles, par exemple NTFS, EFI, FAT32...etc.)
- v : vérification de la table des partitions
- w : sauvegarde des modifications et sortie de fdisk